# Ledja
Ledja, auch al-Laja; ist eine Landschaft im Süden von Syrien. Sie liegt im östlichen Bereich der vulkanischen Basaltebenen des Hauran.
Die Felswüste von Ledja ist das größte zusammenhängende Basaltblockfeld in Südsyrien und bedeckt an den nordwestlichen Ausläufern des Dschebel ad-Duruz eine vegetationsarme Fläche von 900 Quadratkilometer. In einigen Senken (Qaa) mit einem Durchmesser von wenigen hundert Metern oder Kilometern hat sich ein feiner Lavaverwitterungsboden gesammelt. Hier liegen die Felder kleiner Dörfer, deren Wasserversorgung nur über Zisternen geschehen kann.

## Geschichte

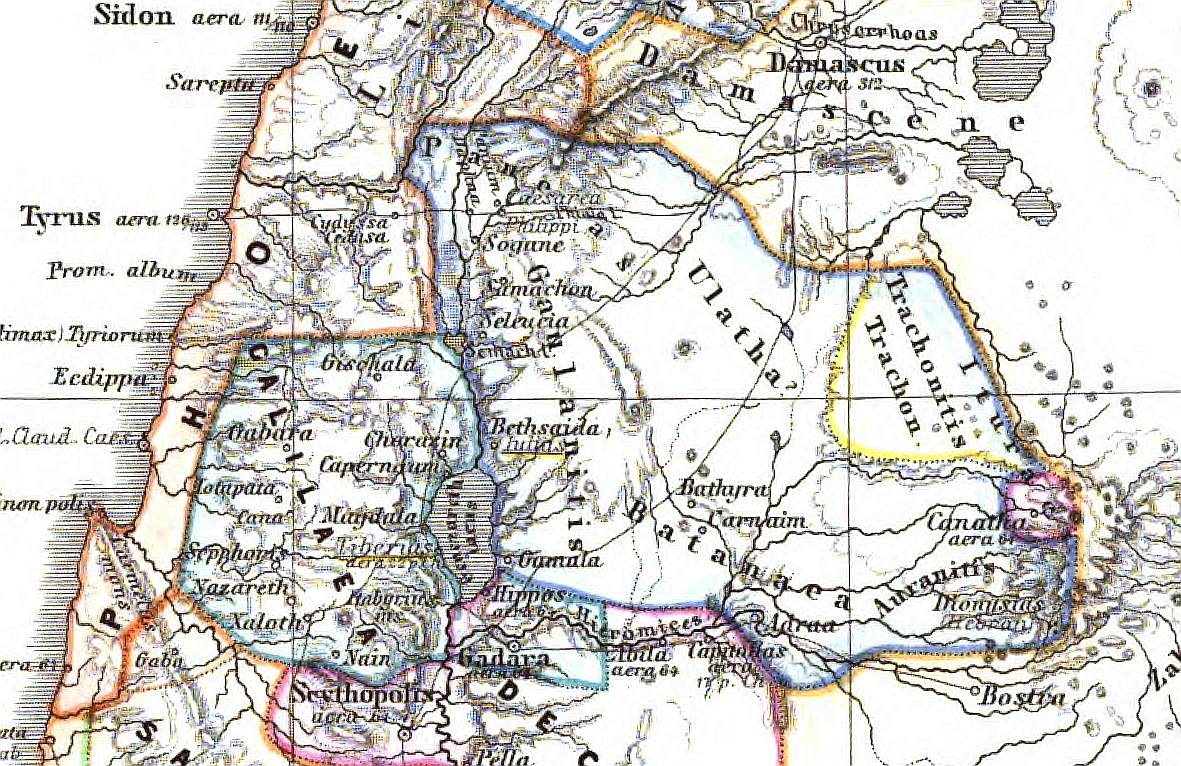
Die Trachonitis südlich von Damaskus in der Römerzeit

In der Antike gehörte Ledja zum Gebiet Trachonitis, das ab dem 2. Jahrhundert v. Chr. von den Nabatäern beherrscht wurde. In römischer Zeit wurden die bestehenden Handelsstraßen ausgebaut, die unter anderem Bostra mit Damaskus verbanden. Entlang des Straßenverlaufs findet man die Ruinen von mehreren kleineren Ortschaften aus römischer Zeit.
Das Innere der Ledja wurde bis ins 19. Jahrhundert nur von Beduinen (die meisten vom Stamm der Sulut) als Weideland genutzt. Des Weiteren war die Ledja bis ins 20. Jahrhundert ein Rückzugsgebiet für Banditen. Um 1860 siedelten einige Drusen nach Dama, dem Hauptort in der Mitte des Gebietes. Bis dahin lebten in Dama nur wenige christliche Familien in den Ruinen einer frühbyzantinischen Siedlung, von der es noch die Reste von über 300 Häusern und mehreren Kirchen gab. Die Sulut wollten die Neuankömmlinge nicht dulden, so dass es im Sommer 1868 zu Kämpfen zwischen beiden Gruppen kam, nach denen sich die Drusen vorübergehend zurückzogen. Nach ihrer Rückkehr leisteten sie den Sulut Abgaben mit einem Teil ihrer Ernte. 1884 lebten in Dama 40 drusische und 12 katholische Familien. Um 1900 hatten die Christen den Ort verlassen, die Drusen hatten die Tributzahlungen eingestellt und mussten sich ohne Hilfe von außen gegen Angriffe der Sulut zur Wehr setzen.
Ab den 1860er Jahren gab es einige Siedlungen entlang des Wadi al Liwa am Ostrand der Ledja. Weitere kleine drusische Siedlungen wurden im folgenden Jahrzehnt gegründet. Die Drusen des Halabi-Familienclans kamen aus der Mitte des nordsyrischen Kalksteinmassivs, aus Qalb Loze auf dem Dschebel il-Ala und aus Orten im Bergland des östlich angrenzenden Dschebel Barisha. 1927 existierten 26 Drusendörfer mit durchschnittlich 295 Einwohnern. Kein Dorf hatte über 1000 Bewohner.